# Bostulp
De bostulp (Tulipa sylvestris) is een bolgewas, dat behoort tot de leliefamilie (Liliaceae). Het is de enige tulpensoort die in Nederland in het wild voorkomt. De eerste opgave dateert al uit 1568. De plant komt voornamelijk op buitenplaatsen voor op vochtige, voedselrijke, kleiige grond. De bostulp wordt ook wel tot de stinsenplanten gerekend.
De plant wordt 20-50 cm hoog en heeft een kale stengel. De plant vormt lange ondergrondse uitlopers met aan de top een nieuw bolletje. Hierdoor kan de plant zich verder verspreiden. Onder schaduwomstandigheden bloeit de bostulp niet.
De bostulp bloeit in Nederland in april en mei met 7-8 cm grote, geurende, gele bloemen. De nog gesloten bloemen zijn knikkend. De bloemdekbladen zijn botanisch gezien kelkbladen, waarvan de binnenste aan de voet gewimperd zijn. De meeldraden zijn aan de voet behaard en de kleine stempels zijn met de top van het vruchtbeginsel vergroeid.

## Plantengemeenschap
De bostulp is een kensoort voor het onderverbond Ulmenion carpinifoliae van het verbond van els en gewone vogelkers (Alno-padion).

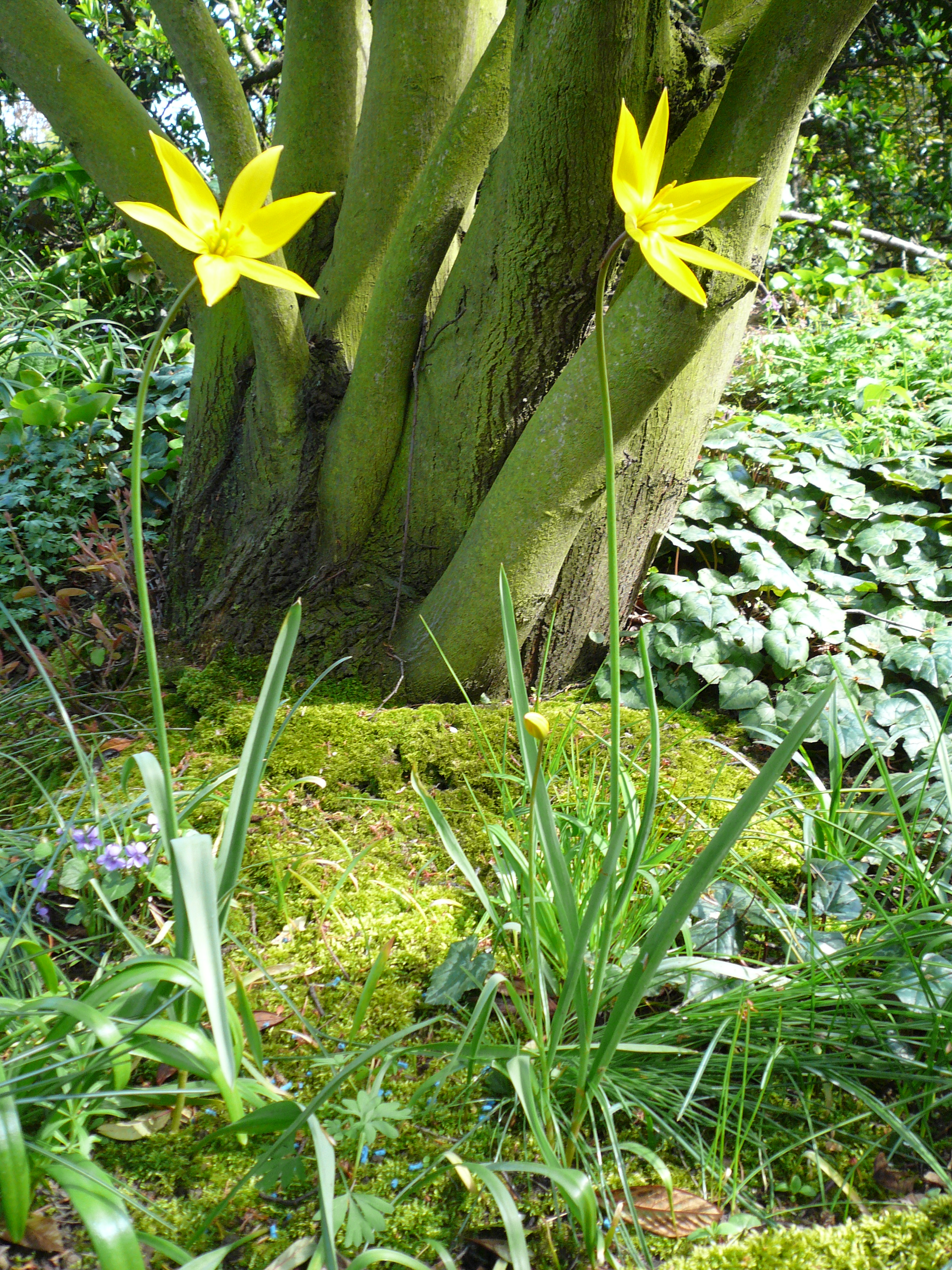
Bostulpen
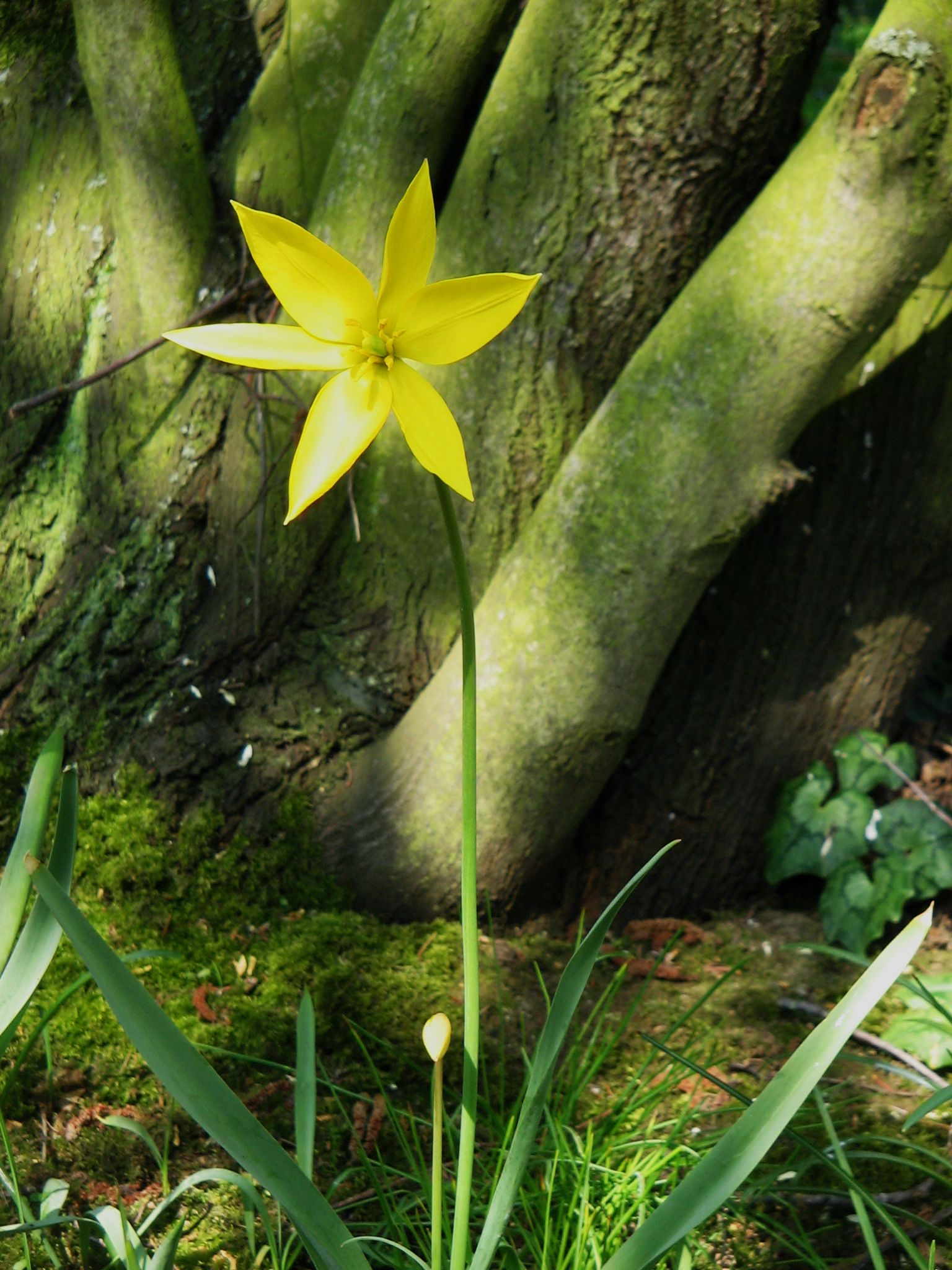
Bostulp
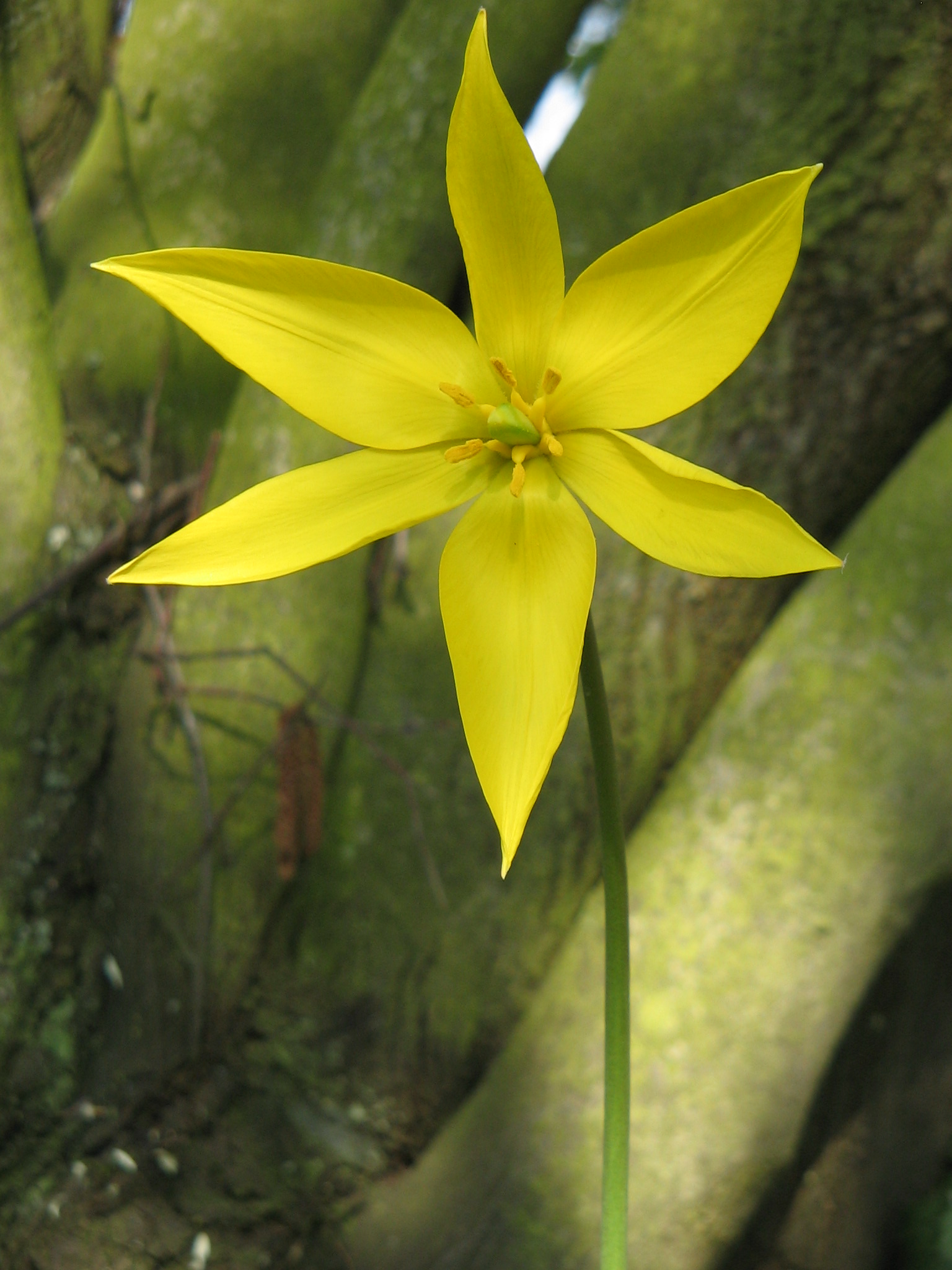
Bloem
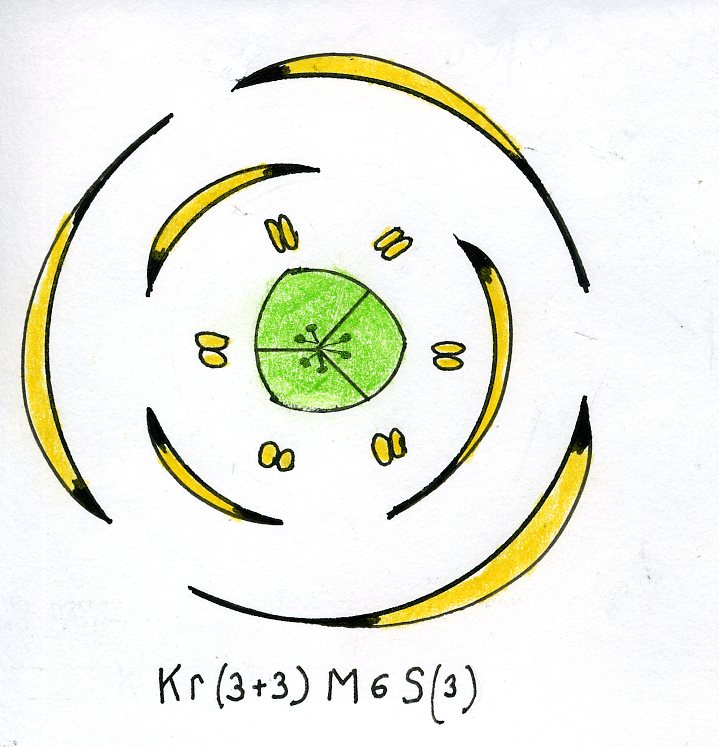
Bloemdiagram
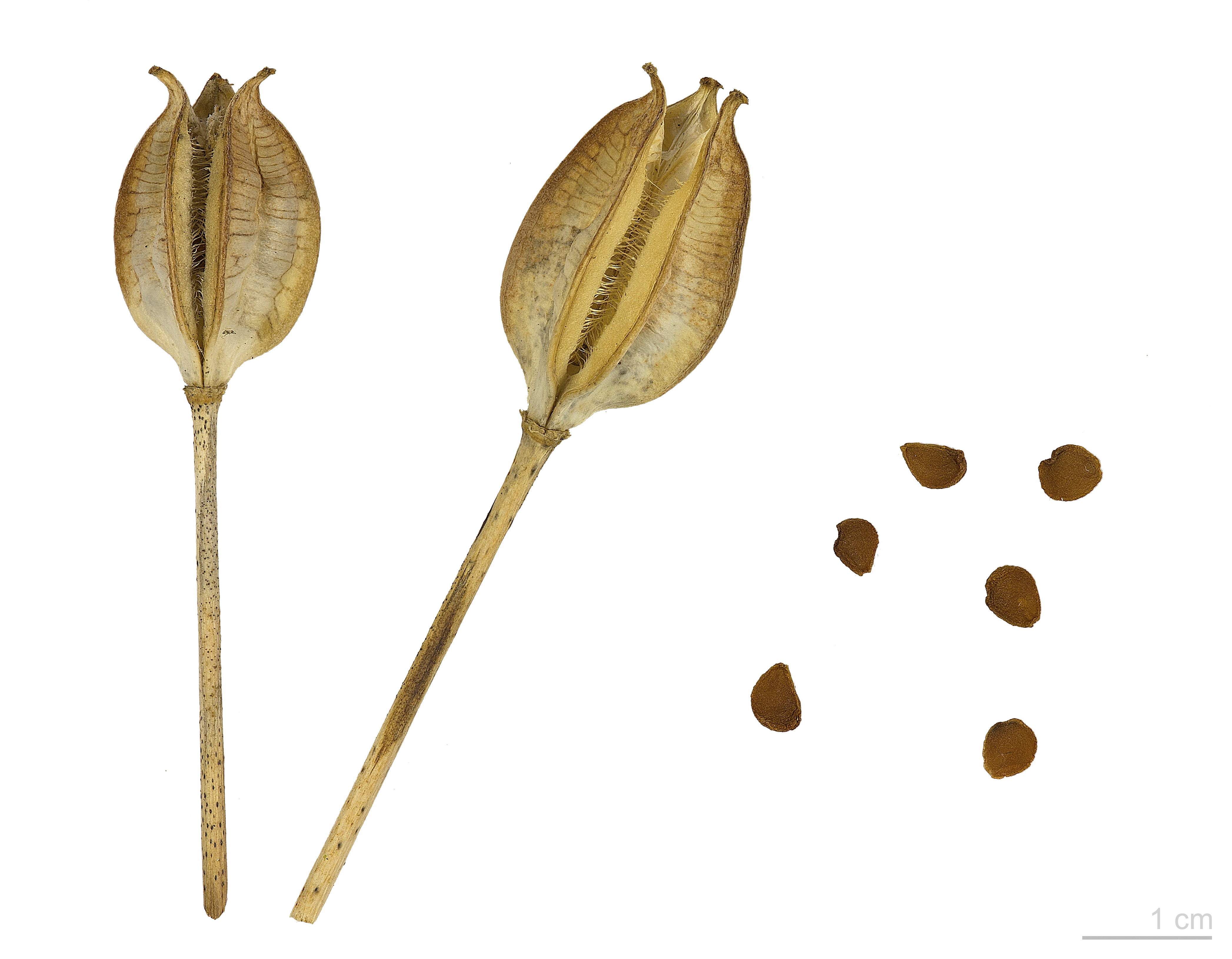
Zaaddozen en zaad